# Rhipidoglossum ochyrae
Espèce
Synonymes
- Angraecopsis ochyrae (Szlach. & Olszewski) R.Rice[1]

Rhipidoglossum ochyrae Szlach. & Olszewski est une espèce de plantes de la famille des orchidées et du genre Rhipidoglossum, endémique du Cameroun.

## Étymologie
Son épithète spécifique rend hommage au bryologiste polonais Ryszard Ochyra (en). 

## Distribution
L'espèce n'est connue qu'à travers l'échantillon-type, fertile, récolté le 31 juillet 1975 par René Letouzey au nord-est de Mamfé, dans la région du Sud-Ouest, à une altitude de 150 m.